# Starkt verb
Starka verb är verb i germanska språk som böjs genom vokalväxling i verbstammen. Till exempel bryta–bröt–brutit, finna–fann–funnit, break–broke–broken eller brechen–brach–gebrochen. Vokalväxling var ett mycket vanligt sätt att böja både verb och substantiv  på i urindoeuropeiska och är det fortfarande i de afroasiatiska språken.
Urindoeuropeiska hade inga tempus, utan verben böjdes beroende på om handlingen var pågående, avslutad eller upprepad:
- Pågående handling (presens): bʰerō, jag bär.
- Fullbordad handling (perfekt): bʰébʰora, jag har burit.
- Upprepad handling (aorist): bʰērm, jag bar och ska bära.

I urgermanska började man ange förfluten tid med ett ord som lever kvar i engelska "do" och tyska "tun".  Detta ord placerades efter verbet och blev så småningom en ändelse, i svenska "-de", till exempel "pratade", "hade" som anger tempus preteritum. Verb som böjs på detta sätt kallas svaga verb. Med tiden har allt fler starka verb slutat böjas med vokalväxling och blivit svaga, exempelvis "simmade" istället för "sam".
I svenskans traditionella grammatiklära är de starka verbens böjningsmönster även känt som "fjärde konjugationen".
Starka verb är inte detsamma som oregelbundna verb (exempelvis vilja-ville-velat).